# محمد دومبویا
محمد دومبویا (انگلیسی: Mohamed Doumbouya؛ زادهٔ ۱۸ ژوئیهٔ ۱۹۷۸) بازیکن فوتبال اهل گینه بود.
از باشگاه‌هایی که در آن بازی کرده است می‌توان به باشگاه فوتبال استاد برستوا ۲۹ و باشگاه فوتبال روآن اشاره کرد.
وی همچنین در تیم ملی فوتبال گینه بازی کرده است.